# Wojciech Walendziak
Wojciech Jacek Walendziak (ur. 1952, zm. 2 maja 2020) – polski inspektor policji, współorganizator i zastępca dyrektora Centralnego Biura Śledczego.

## Życiorys
Był policjantem służby kryminalnej. Uczestniczył w tworzeniu Ustawy o świadku koronnym, która weszła w życie w 1997. Pod koniec lat 90. XX wieku brał udział w tworzeniu Centralnego Biura Śledczego (był między innymi pomysłodawcą jego nazwy). Od kwietnia 2000 do lutego 2004 pełnił funkcję zastępcy dyrektora CBŚ. Był szefem wydziału Ochrony Świadka Koronnego Centralnego Biura Śledczego. 
W 2002 za wybitne zasługi w pracy zawodowej na rzecz zachowania bezpieczeństwa i porządku publicznego został odznaczony Krzyżem Kawalerskim Orderu Odrodzenia Polski. 
Zmarł 2 maja 2020.